# Cory Monteith
Cory Allan Monteith (11. května 1982 – 13. července 2013 Vancouver, Britská Kolumbie) byl kanadský herec a muzikant. Jeho nejznámější rolí je Finn Hudson v seriálu Glee.

## Dětství a vzdělání

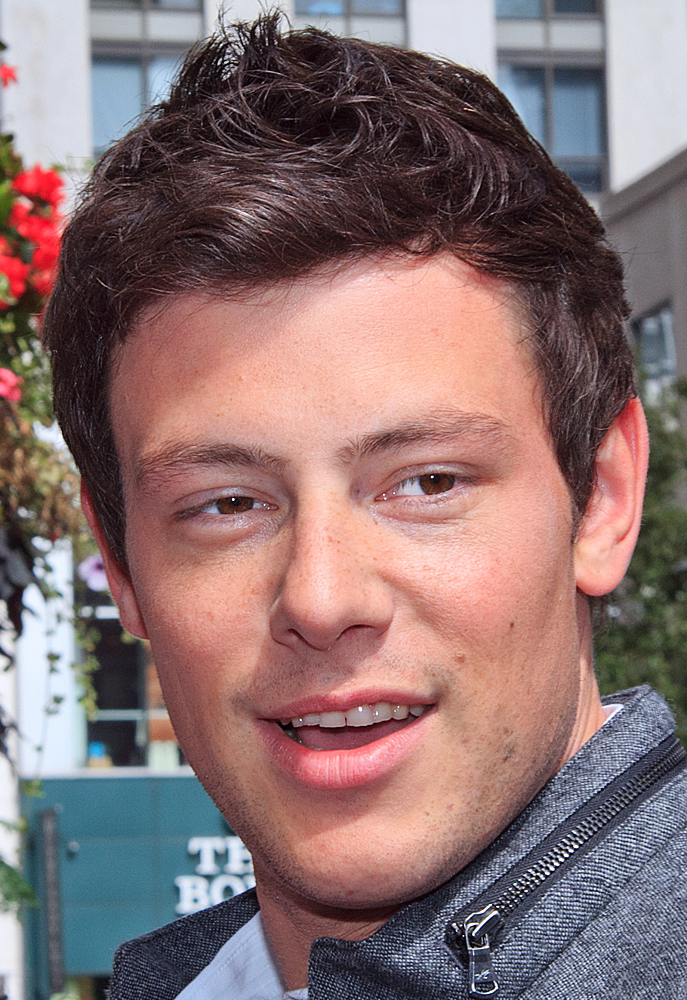
Monteith na Filmovém festivalu v Torontu v roce 2011

Narodil se v městě Calgary v Albertě a vyrůstal ve Victorii v Britské Kolumbii. Měl jednoho staršího bratra. Jeho rodiče se rozvedli, když mu bylo sedm let. Ve třinácti letech, kdysi nadějný student, který se naučil číst v pěti letech, přestal chodit do školy. Do šestnácti let navštívil dvanáct různých škol včetně alternativních programů pro problematické dospívající. S kamarády pil alkohol a vyzkoušel drogy. V devatenácti letech šel na léčení, protože od své rodiny dostal ultimátum, aby se šel léčit, nebo se obrátí na policii, protože ukradl velké množství peněz jednoho člena rodiny. Nakonec se úspěšně vyléčil.
Předtím, než se stal hercem, pracoval ve Victorii jako umývač vozů, řidič taxi, řidič školního autobusu a pokrývač. V roce 2011 získal středoškolský diplom po absolutoriu alternativní školy ve Victorii.
Jeho přítelkyní byla herečka a zpěvačka Lea Michele.

## Kariéra
Jeho herecká kariéra začala ve Victorii. Hrál menší role ve filmech Nezvratný osud 3, Šepot a Budiž světlo. Měl občasnou roli v seriálu Kyle XY. Hostoval také v kanadských televizních seriálech jako např.Smallville, Lovci duchů, Flash Gordon, Hvězdná brána a Hvězdná brána: Atlantida.
V roce 2009 byl obsazen do role Finna Hudsona do seriálu televize Fox s názvem Glee. Finn byl hlavní zpěvák školního sboru a fotbalista střední školy v McKinley. Při konkurzu na roli zpíval píseň Billyho Joela „Honesty“. V červenci 2011 autor seriálu Glee Ryan Murphy v interview prozradil, že se spolu s Chrisem Colferem (Kurt) a Leou Michele (Rachel) ve čtvrté sérii objeví, i když se zdá že v seriálu skončili, protože opustili střední školu.
V dubnu 2010 byl obsazen do romantické komedie Monte Carlo. 8. srpna 2010 uváděl Teen Choice Awards. 13. listopadu 2010 v Torontu uváděl také Gemini Awards..
Hrál na bicí ve skupině Bonnie Dune, která vznikla v Los Angeles.

## Smrt
V sobotu 13. července 2013 byl nalezen mrtev ve svém pokoji v hotelu The Fairmont Pacific Rim ve Vancouveru v Kanadě. Příčinou smrti bylo předávkování heroinem a sloučení s alkoholem. Krátce předtím dokončil léčení ze závislosti na lécích.
V seriálu Glee mu byla věnována epizoda The Quarterback, kde se všichni symbolicky rozloučili s ním i s Finnem, tedy jeho postavou.

## Filmografie

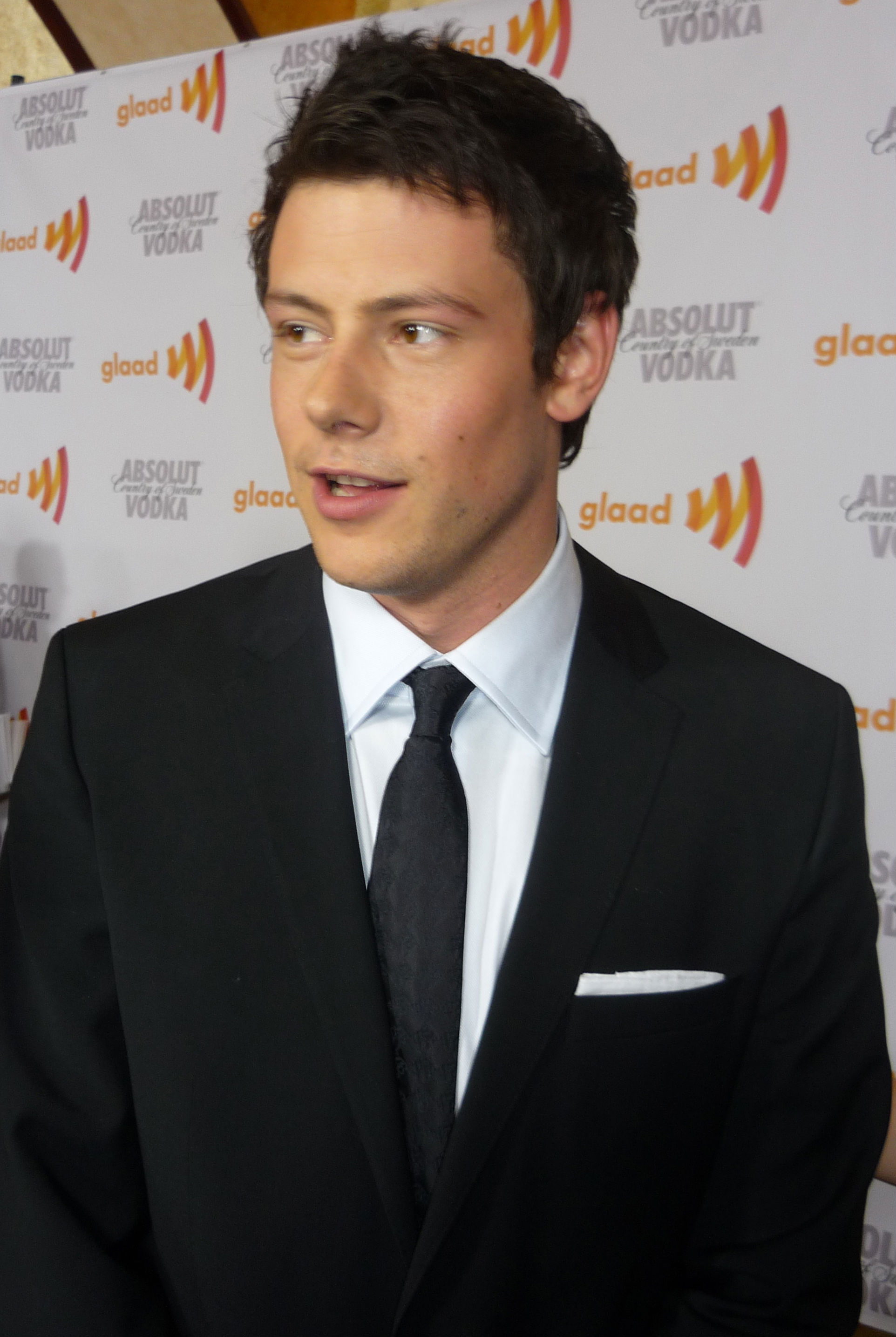
Monteith na GLAAD Awards 17. dubna 2010

| Rok  | Název                      | Role                | Poznámky       |
| ---- | -------------------------- | ------------------- | -------------- |
| 2005 | Zabijáci ze střední        | Douglas Waylan Hart | Televizní film |
| 2006 | Krvavá Mary                | Paul Zuckerman      |                |
| 2006 | Vražedné vody              | Michael             | Televizní film |
| 2006 | Budiž světlo               | Madisonin kluk      |                |
| 2006 | Nezvratný osud 3           | Kahill              |                |
| 2007 | Hybrid                     | Aaron Scates        | Televizní film |
| 2007 | Hlas smrti 2: Světlo       | Kluk na skútru      |                |
| 2007 | Gone                       | Davis Calder        | Krátký film    |
| 2007 | Přehlížený                 | Jimmy               |                |
| 2007 | Šepot                      | Dospívající         |                |
| 2007 | Wannabe Macks              | Stu                 |                |
| 2008 | The Boy Next Door          | Jason               | Televizní film |
| 2011 | Monte Carlo                | Owen                |                |
| 2011 | Sisters&Brothers           | Justin Montegan     |                |
| 2011 | Glee: The 3D Concert Movie | Finn Hudson         |                |

### Televize
| Rok       | Název                    | Role           | Poznámky                                                       |
| --------- | ------------------------ | -------------- | -------------------------------------------------------------- |
| 2004      | Hvězdná brána: Atlantida | Genii Private  | Epizoda „The Storm"                                            |
| 2005      | Mladí mušketýři          | Marcel Le Rue  | Epizoda „To Heir Is Human"                                     |
| 2005      | Lovci duchů              | Gary           | Epizoda „Wendigo"                                              |
| 2005      | Smallville               | Frat Cowboy    | Epizoda „Thirst"                                               |
| 2005      | Instinkt zabijáka        | Windsurfer Bob | Epizoda „Forget Me Not"                                        |
| 2006      | Whistler                 | Lip Ring       | Epizoda „The Burden of Truth"                                  |
| 2006      | Hvězdná brána            | mladý Mitchell |                                                                |
| 2006      | Kyle XY                  | Charlie Tanner | občasná role (7 epizod, 2006—2007)                             |
| 2007      | Flash Gordon             | Ian Finley     | Epizoda „Life Source"                                          |
| 2007      | Kaya                     | Gunnar         | Hlavní role (10 epizod)                                        |
| 2008      | Podstata strachu         | James          | Epizoda „New Year's Day"                                       |
| 2009      | Mistresses               | Jason          |                                                                |
| 2009      | The Assistants           | Shane Baker    | 2 epizody                                                      |
| 2009–2013 | Glee                     | Finn Hudson    | Hlavní role                                                    |
| 2010      | Simpsonovi               | Sám sebe       | Pouze hlas, epizoda „Elementary School Musical"                |
| 2011      | Cleveland show           | Finn Hudson    | Pouze hlas, epizoda „How Do You Solve a Problem Like Roberta?" |